# Київська земля
Київська земля — адміністративно-територіальна область середньовічної Русі в 9-15 століттях з центром у Києві та пізніше — у складі Київського воєводства. Перші літописні згадки про Київську землю належать до 9 століття. Близько 882 року більшою частиною цієї землі, зокрема Києвом, володів князь Олег. З того часу до середини 12 ст. Київська земля входила до Київської Русі.

## Територія
До складу Київської землі увійшли області, що були раніше залюднені полянами — Полянське Правобережжя, землі древлян, землі уличів у басейні Південного Бугу, частково землі дреговичів та волинян.
В період феодальної роздробленості її територія охоплювала землі, що простягалися на Правобережжі від басейну р. Рось на півдні (за винятком області тюркомовних чорних клобуків) до правого берега р. Прип'ять на півночі, де межувала з Чернігівським і Турівським князівствами. Далі кордони Київської землі вздовж Прип'яті йшли на захід до нижньої й середньої течії річки Горинь, межиріччя річки Случ та верхів'їв Південного Бугу. На сході вони охоплювали частину Лівобережжя. Київ контролював також гирло Дніпра, де розміщувався важливий торговельний порт Олешшя. У 30-х роках 12 ст. на її території виникло Київське князівство.

## Економіка
Київська земля займала частково зони лісу й лісостепу, що позитивно відбивалося на її економічному розвиткові. Родючі чорноземи лісостепової зони сприяли розвитку землеробства, а багате на корисні копалини і будівельний матеріал Полісся забезпечувало сировиною ремісниче виробництво. Численні річки зв'язували Київську землю з найвіддаленішими місцевостями Русі, а також з міжнародними торговельними ринками.

## Політичний устрій
Київська земля впродовж усього давньоруського періоду так і не перетворилася на спадкову вотчину якогось одного князівського роду й не виділилася в окреме незалежне князівство. До ординського нашестя 40-х років XIII ст. київський стіл залишався об'єктом колективного сюзеренітету найсильніших руських князів, їхньою загальнодинастичною спадщиною.

## Історія
В 1240 році Київську землю загарбали монголо-татари. Скориставшись з ослаблення західних і південно-західних руських князівств та з їхнього прагнення визволитися з-під іга Золотої Орди, великий князь литовський Ольгерд близько 1362 року захопив Київську та Переяславську землі і Поділля. Після того, як феодальна Литва остаточно ліквідувала Київське князівство в 1471 році, назва Київської землі перестала згадуватися в літописах та історичних документах.